# Marimatha intensifica
Marimatha intensifica là một loài bướm đêm trong họ Noctuidae.